# Luque (Argentina)
Luque es una localidad del departamento Río Segundo, al sudeste en la provincia de Córdoba, Argentina, sobre la ruta provincial 13, distante a 100 km de la capital cordobesa. Limita al oeste con Villa del Rosario (capital del departamento Río Segundo) y al este con Calchín.
Se fundó en 1910, por la necesidad del acercamiento a las vías férreas que unían esta zona con el puerto de la ciudad de Rosario, desde donde se embarcaban los granos y animales hacia distintos países del mundo.
Tiene servicios de: agua, luz, gas natural, cloacas, teléfono, TV e Internet por fibra óptica. Cuenta con monumentos de reseña histórica, una plazoleta para los niños, dos plazas y un museo.

## Población
Cuenta con 7037 habitantes (Indec, 2022), lo que representa un incremento del 11% frente a los 6253 habitantes (Indec, 2010) del censo anterior.
| Gráfica de evolución demográfica de Luque entre 1991 y 2022 |
|                                                             |
| Fuente: Censos nacionales del INDEC                         |

## Hermanamiento
Luque se encuentra hermanada con la localidad Italiana de Vinovo, con la que existen permanentes lazos de cooperación mutua.

## Empresas de transporte
- "El Porvenir" y "Ruta 13" que comunican a Luque con la ciudad de Córdoba y Las Varillas, como así también las empresas de larga distancia Sierras de Córdoba, General Urquiza, entre otras.

## Medios de Comunicación
Tres radios (Top FM 99.1, Radio Centro FM 97.1 http://www.radiocentro951.com.ar/ y Radio Onda 300 Luque, perteneciente a los alumnos del IPET 300), dos canales de TV por cable: TV5 Cablesat Luque (privado) y Luque TV canal 2 perteneciente a la Cooperativa  de servicios públicos y una revista de publicación mensual (El Palomar).

## Economía
Luque se caracteriza por un importante movimiento agrícola-ganadero e industrial.
Aquí se encuentra radicada la empresa Paulina Cravero S.A. (ex José M. Alladio e Hijos S.A.) importantísima industria fabril parte del grupo de capitales mexicanos “Mabe”, con cerca de 1000 empleados en Luque, líder en Argentina en la fabricación de lavarropas automáticos, semiautomáticos, componentes, secarropas, heladeras y cocinas bajo diferentes marcas, siendo Drean la más importante de Argentina. La situacion hoy: la fábrica de electrodomésticos Lujan Pasquini (Alladio) por la abrupta caída en las ventas, suspendió por dos semanas a sus 900 operarios pero despedirá a 200 de ellos. Es consecuencia del receso económico y caída del consumo interno que se viene dando desde mediados del 2023 y que se acrecentó con el último cambio de gobierno. Los despedidos reconocen que les están pagando las indemnizaciones y que la empresa les prometió que volverán a emplearlos si la situación se normaliza. En Río Segundo MABE emplea a unas 500 personas. Según se explicó, en esa planta se trabaja con normalidad. 
Cabe destacar que la fábrica ya no cuenta con dueños locales sino que desde enero de 2023 cuenta con dueños de capitales mexicanos.
A su vez, el parque industrial se complementa con otras importantes empresas, como fábrica de galletitas, de postes de hormigón para líneas de alta tensión Hormicoop, metalúrgicas y fábricas de tinglados, de muebles, de alimentos balanceados, de Bolsas de Prolipropileno, Fundición de Metales, fábrica de Quesos, una importante acopiadora de cereales en constante crecimiento, además de diversos con microemprendimientos tales como la apicultura, hierbas aromáticas, huertas comunitarias, etc.

## Educación y Cultura
Entre los artistas conocidos nacidos en Luque se destaca el pintor Ernesto Farina.
La actividad cultural está dada por el funcionamiento de distintos talleres para toda la familia como de pintura, teatro, folklore, tango, danzas italianas (ballet representante de la Fiesta Nacional de la Familia Piemontesa), idioma italiano, coro argentino-italiano, salsa, artesanías, repostería, costura, porcelana fría y pirograbado.
En materia educativa, la localidad cuenta con 8 centros de formación que incluyen todos los niveles: iniciales, primarios, secundarios y especiales. También funciona un Centro de Investigación y Desarrollo, que tiene el objetivo de estimular a la población para el acceso constante a la educación y la cultura.
También existe un grupo Scout "Cruz del Sur", donde tiene unos 130 chicos que todos los sábados hacen actividades al aire libre en su predio, que se ubica en la salida Este del pueblo.
También funciona ADACIL (asociación de apoyo comunitario integral Luque), una institución privada que surge de la necesidad de apoyo que necesitan los niños en la escuela. Su importancia es invalorable, ya que trabaja con los niños con problemas, especialmente de aprendizaje, logrando una inserción en la sociedad.

## Deportes
Los deportes se trabajan conjuntamente con los clubes y el municipio. Luque cuenta con tres clubes sociales y deportivos, donde se practican distintas actividades como fútbol, básquet, vóley, tenis, bochas, ajedrez, karate, boxeo, entre otras.

## Alojamiento
Podemos encontrar a 400mts del Ingreso Oeste del pueblo, en calle Juan Miranda 463, al Hotel Luque. Un hotel de 3 estrellas que cuenta con 40 plazas divididas en habitaciones simples, dobles y triples. Las mismas están equipadas con aire acondicionado frío/calor, baño individual, TV por cable, wifi y escritorio para poder trabajar si así lo necesita el huésped.

## Festejos Populares

### Fiesta Nacional de la Familia Piemontesa
Es una fiesta muy familiar que se viene realizando todos los años a mediados de febrero, desde 1974. Reúne en la plaza central a más de 2.000 personas durante dos noches, donde se presentan espectáculos y shows musicales de trascendencia nacional.

### Fiesta en honor al Santo Patrono San Ignacio de Loyola
El 31 de julio.

### Fiesta del Reencuentro
En noviembre, para celebrar el aniversario de fundación de Luque, se realiza la “Fiesta del Reencuentro”; donde artistas locales y los distintos talleres culturales exponen cada año sus hermosas y variadas interpretaciones.

### 100 años creciendo juntos
En 2010, la localidad cumplió 100 años de su fundación realizada en 1910, motivo por el cual el 19 de noviembre festejó el Centenario.

### Otros festejos
Por otra parte, para reconocer a los deportistas destacados en las distintas disciplinas se realiza en diciembre la “Fiesta del Deporte”.

## Parroquias de la Iglesia católica en Luque
| Diócesis  | San Francisco         |
| --------- | --------------------- |
| Parroquia | San Ignacio de Loyola |